# Saint-Valentin pour toujours

Saint-Valentin pour toujours (Valentine Ever After) est un téléfilm américain de Don McBrearty avec Autumn Reeser et Éric Johnson diffusé aux États-Unis le 13 février 2016 sur Hallmark Channel et en France le 13 juin 2016 sur M6.

## Synopsis
Julia, une fille de la ville, s’offre un weekend d’évasion avec sa meilleure amie dans le Wyoming. À peine arrivées, les deux jeunes femmes écopent d'un mois de travaux d'intérêt général, pour avoir involontairement troublé l'ordre public. Elles vont être hébergées dans le ranch-hôtel d'un séduisant cowboy...

## Autour du film
Saint-Valentin pour toujours est la cinquième comédie romantique consécutive pour Autumn Reeser, devenue l'une des reines du genre aux États-Unis.

## Distribution
- Autumn Reeser (VF : Kim Jalabert) : Julia
- Eric Johnson : Ben
- Vanessa Matsui : Sydney
- Damon Runyan : Gavin
- Jefferson Brown : Dale